# Kamakura
Kamakura (鎌倉?) è una città della prefettura di Kanagawa, in Giappone, situata a circa 50 km a sud-ovest di Tokyo, alla quale è collegata dalla linea ferroviaria di Yokosuka. La città è circondata da montagne su tre lati, mentre il quarto si apre sulla baia di Sagami.

## Storia
Kamakura riveste un importante significato storico per il Giappone. Durante il periodo Heian fu infatti il capoluogo della regione del Kantō. Nel 1192, l'uomo più  potente del Giappone, lo shōgun Minamoto no Yoritomo, dopo aver sfidato l'imperatore Go-Shirakawa e usurpato il suo potere, spostò qui la sua nuova capitale, trasformando Kamakura da un piccolo e insignificante villaggio di pescatori al centro politico del Giappone. Il governo a Kamakura dominò il Giappone per più di un secolo fino al 1333 (periodo Kamakura).

## Attrazioni turistiche
Kamakura è oggi principalmente nota per i suoi templi e altari. Il tempio Kōtoku-in è particolarmente famoso per la grande statua di bronzo di Amida Buddha (Daibutsu), famosa in tutto il paese. Uno tsunami nel XV secolo distrusse il tempio che la ospitava, ma la statua resistette e da allora si trova all'aperto. Nella città si trovano anche le tombe di Minamoto no Yoritomo e Hōjō Masako.
Oggi Kamakura è una popolare città balneare, turistica e tranquilla facilmente raggiungibile in treno da Tokyo. Ha molti punti di interesse per i visitatori. La sua spiaggia, lunga circa 2 km, prende due nomi diversi, Yuigahama Beach a ovest e Zaimokuza Beach a est, dai due centri di Yuigahama e Zaimokuza che costeggia. La città è ben fornita di ristoranti e altre attività legate all'artigianato e al turismo.

### Templi
- Ankokuron-ji, costruito sul luogo dove aveva la sua capanna Nichiren.
- An'yō-in, nel cui cimitero riposa Akira Kurosawa.
- Chōshō-ji
- Engaku-ji, un tempio Zen, nel cui cimitero riposa il regista Yasujirō Ozu.
- Kaikōzan Hase-dera, un antico tempio dedicato a Kannon.
- Kamakura-gū, il luogo in cui il principe Morinaga fu giustiziato dagli uomini di Ashikaga Tadayoshi.
- Kenchō-ji, luogo di nascita dello Zen giapponese.
- Kōtoku-in, un tempio amidista, dove si trova il famoso Grande Budda (Kamakura Daibutsu).
- Kōmyō-ji, tempio Jōdo vicino alla spiaggia di Zaimokuza.
- Meigetsu-in, famoso per le sue ortensie e la sua finestra circolare.
- Tōkei-ji, un monastero femminile che ospitava le donne che volevano divorziare dai mariti, famoso in particolare per aver offerto protezione a Tenshū-ni, figlia di Toyotomi Hideyori e ultima superstite del suo clan.
- Santuario di Moto Hachiman, originaria locazione del grande Tsurugaoka Hachiman-gū.
- Santuario Tsurugaoka Hachiman-gū.
- Myōhon-ji
- Jōmyō-ji
- Hōkoku-ji
- Sugimoto-dera
- Hase-dera

### Festival ed eventi
Kamakura ha molti festival (matsuri, 祭り) e altri eventi in ciascuna delle stagioni, di solito basati sul suo ricco patrimonio storico. Sono spesso sponsorizzati da imprese private e, a differenza di quelli di Kyoto, sono eventi relativamente piccoli, frequentati soprattutto da gente del posto e da pochi turisti.
In particolare molti di questi eventi si svolgono in gennaio, in quanto autorità, pescatori, imprese e artigiani organizzano eventi per pregare per la loro salute e sicurezza, e per un buon e prospero nuovo anno di lavoro. Numerosi altri eventi sono organizzati dai templi e dai santuari.

## Cultura
I manga Our Little Sister - Diario di Kamakura e Elfen Lied sono ambientati nella città di Kamakura.

## Amministrazione

### Gemellaggi
Le città gemellate con Kamakura sono:
- Nizza, dal 1966
- Hagi, dal 1979
- Ueda, dal 1979
- Ravenna

## Galleria d'immagini

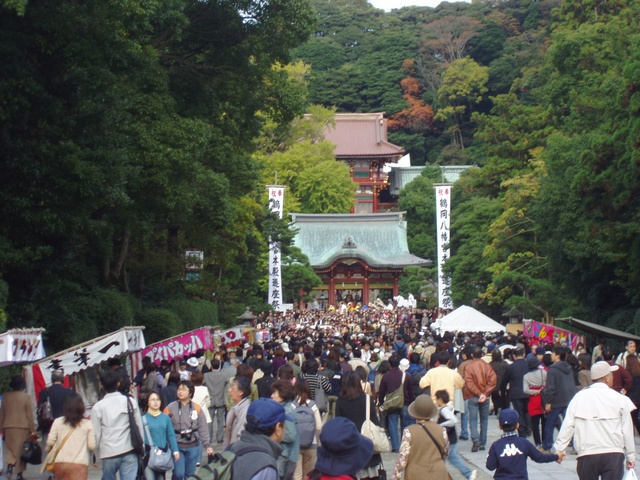
Turisti in fila per il Santuario Tsurugaoka Hachiman.
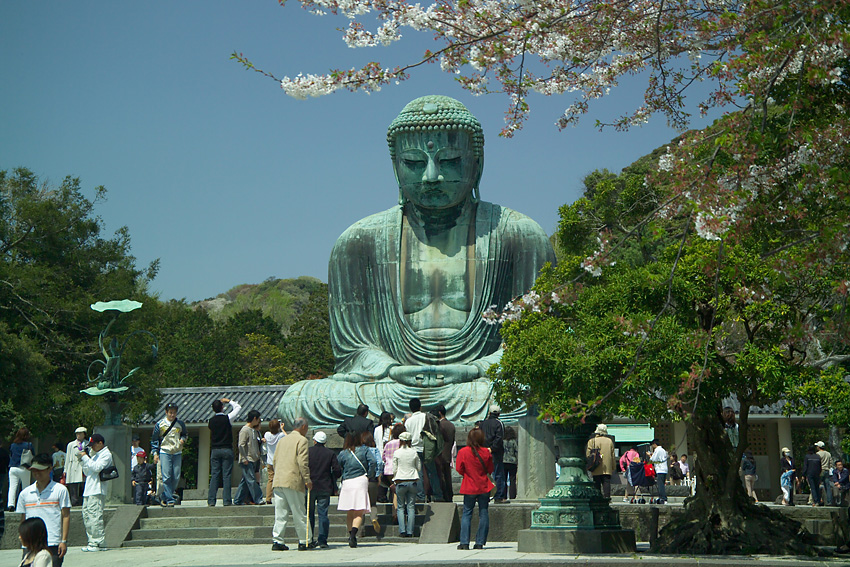
Visitatori sotto il Daibutsu del tempio Kōtoku-in.